# Mistrzostwa Świata w Snookerze 1927
Mistrzostwa Świata w Snookerze 1927 – pierwsze mistrzostwa świata w snookerze, rozegrane od listopada 1926 do maja 1927. Finał mistrzostw odbył się hali Camkin’s Hall w Birmingham. Pierwszym mistrzem świata został Anglik – Joe Davis; w finale pokonał Toma Dennisa 20:11. Najwyższy break (60) osiągnął Albert Cope.

## Turniej

### Kalendarz meczów
| Mecz                             | Data                              | Obiekt, miasto                         |
| -------------------------------- | --------------------------------- | -------------------------------------- |
| Melbourne Inman vs Tom Newman    | 29 listopada – 6 grudnia 1926     | Thurston’s Hall, Londyn                |
| Tom Dennis vs Fred Lawrence      | 9–10 grudnia 1926                 | Lord Nelson Hotel, Nottingham          |
| Joe Davis vs Joe Brady           | 29–30 grudnia 1926                | Cable street Billiards hall, Liverpool |
| Tom Carpenter vs Nat Butler      | 31 grudnia 1926 – 1 stycznia 1927 | Thurston’s Hall, London                |
| Albert Cope vs Alec Mann         | 5–6 stycznia 1927                 | Camkin’s Hall, Birmingham              |
| Joe Davis vs Albert Cope         | 31 stycznia – 2 lutego 1927       | Camkin’s Hall, Birmingham              |
| Tom Carpenter vs Melbourne Inman | 14–18 marca 1927                  | Thurston’s Hall, London                |
| Tom Dennis vs Tom Carpenter      | 20–22 kwietnia 1927               | Camkin’s Hall, Birmingham              |
| Joe Davis vs Tom Dennis          | 9–12 maja 1927                    | Camkin’s Hall, Birmingham              |

### Wyniki turnieju
Źródło:

### Runda 1
Lepszy w 15 frame’ach
 Tom Carpenter 8−3  Fred Lawrence

 Melbourne Inman 8−5  Tom Newman

### Ćwierćfinały
Lepszy w 15 frame’ach
 Tom Dennis 8−7  Nat Butler

 Tom Carpenter 8−3  Melbourne Inman

 Albert Cope 8−6  Alec Mann

 Joe Davis 10−5  Joe Brady

### Półfinały
Lepszy w 23 frame’ach
 Tom Dennis 12−10  Tom Carpenter

 Joe Davis 16−7  Albert Cope

### Finał
| Finał: Lepszy w 31 frame’ach. Camkin’s Hall, Birmingham, Anglia, 9–12 maja 1927. Sędzia: Bill Camkin. |       |            |
| Joe Davis | 20–11 | Tom Dennis |
| Dzień 1: 65–42, 81–48, 75–44, 74–36, 78–37, 76–43, 51–49, 30–80 Dzień 2: 68–49, 43–56, 78–32 (57), 54–26, 28–76, 40–76, 83–26, 91–32 Dzień 3: 91–27, 30–77, 42–36, 29–77, 82–35, 54–58, 80–34, 55–77 Dzień 4: 89–14, 37–54, 32–108, 108–16, 65–48, 23–82, 74–54 |       |            |

### Nagrody
Nagrody pieniężne ufundował związek bilardowy Billiards Association and Control Council (BACC). Zwycięzca turnieju (Joe Davis) otrzymał wynagrodzenie w wysokości 6 funtów i 10 szylingów.